# 騎兵連隊
騎兵連隊（きへいれんたい）は、騎兵を主とする連隊。機動打撃を行う戦略騎兵として編成されたものと、主に偵察部隊として歩兵師団内に編成されたものとがある。国によっては軽騎兵や槍騎兵などの騎兵の区分に応じた騎兵連隊を編成していた例もある。歩兵連隊と異なって、大隊結節を持たずに中隊から構成されていることがしばしばある。
第一次世界大戦以降は、騎兵が機械化されていくのに合わせて、騎兵連隊の名称を持ちながらも戦車連隊や自動車化歩兵連隊の実質を有する例も見られた。
第二次世界大戦後は廃止が進み、騎兵連隊の名を残している国はアメリカやイギリス、フランスなど数少なく、またこれらはあくまで伝統的な理由で「騎兵」を冠しているに過ぎない。

## 大日本帝国陸軍

### 概要

騎兵連隊の軍旗

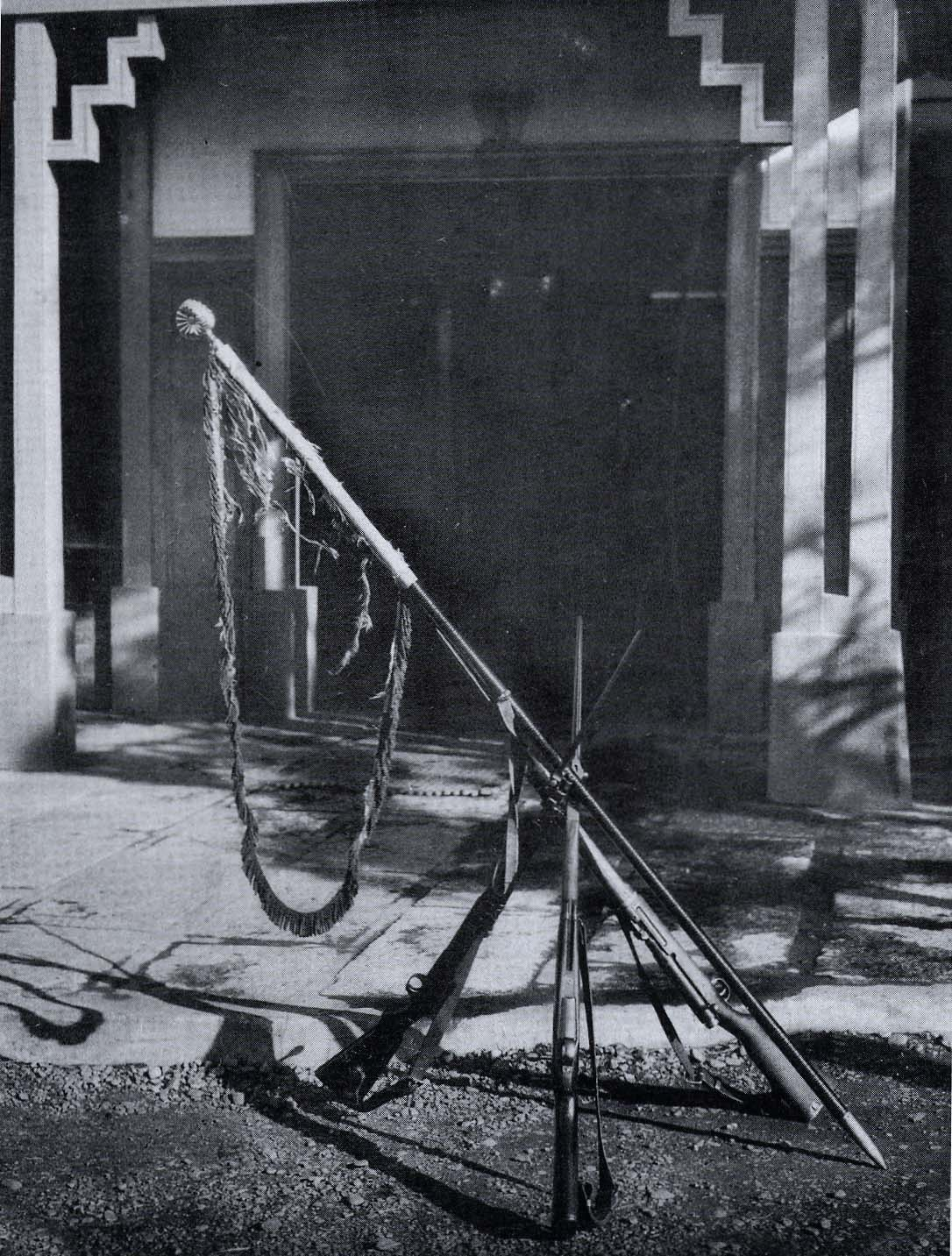
騎兵第16連隊の軍旗。連隊の歴戦の証しとして、旭日の旗部分は失われ房のみとなっている

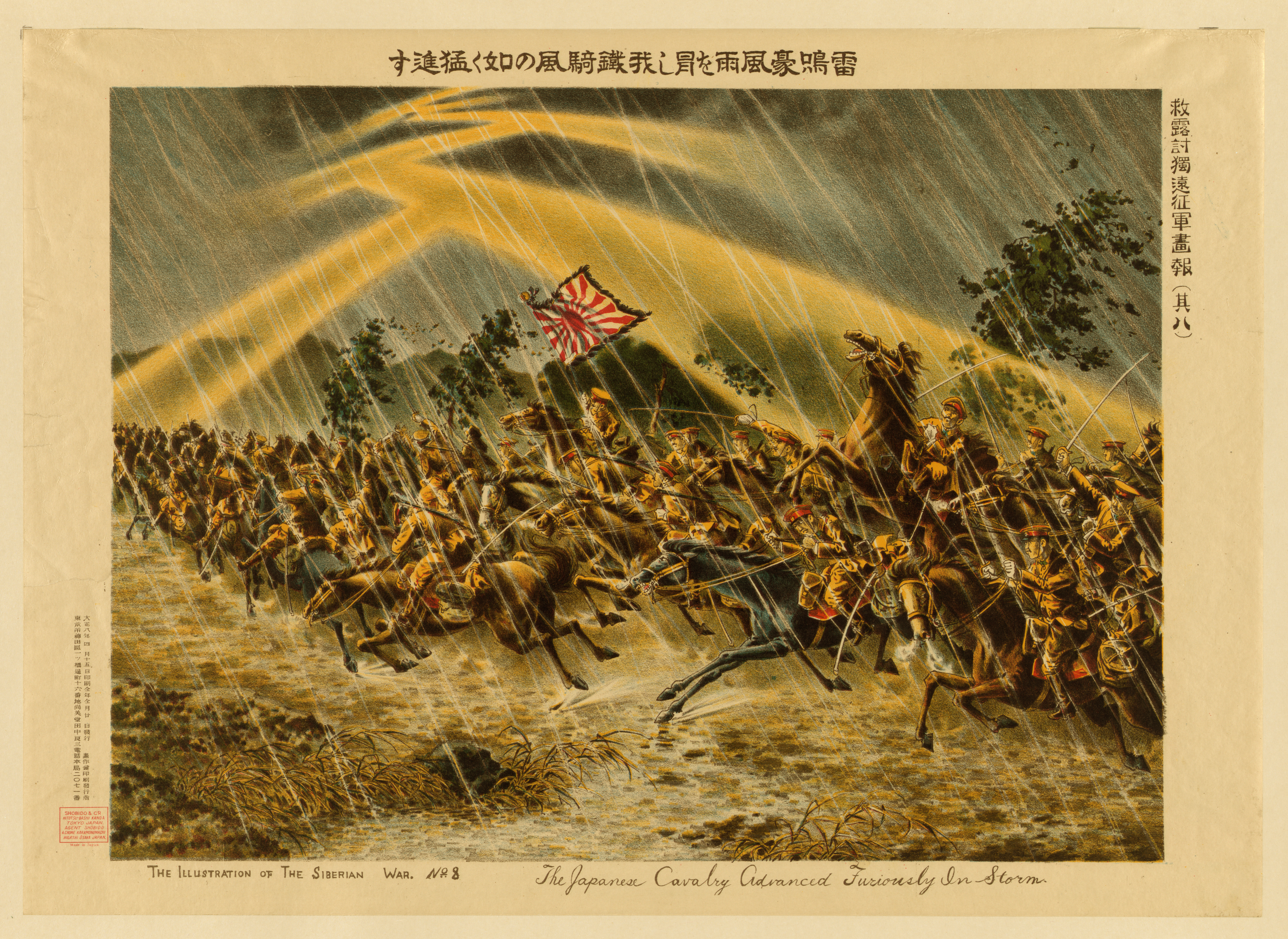
軍旗を掲げ進軍する騎兵連隊を描いた画

1888年（明治21年）、大日本帝国陸軍が鎮台から師団に組織変更をした際、騎兵の兵力は1コ師団あたり1コ騎兵大隊というものであり、この時点では騎兵連隊は存在しなかった。
日清戦争後、日露戦争に向けて、徐々に騎兵の兵力拡充が図られ、師団における騎兵の編制は5コ中隊（1中隊=159名）からなる1コ騎兵連隊が標準とされた。日本陸軍では、歩兵連隊と並んで軍旗（連隊旗）を持つ連隊であった。また、新たに騎兵を集中的に運用するため、近衛師団と第1師団に、3コの騎兵連隊からなる騎兵旅団も創設された。日露戦争終結時までに、21個の騎兵連隊（近衛騎兵連隊･騎兵第1～20連隊）が設置され投入された。
日露戦争後も、第3師団と第8師団にも騎兵連隊を増設して騎兵旅団を編成するなど騎兵戦力の充実を図った。その後、大正期の財政難を乗り越えながら、21コの師団（近衛･第1～20師団）に29コの騎兵連隊（近衛騎兵連隊･騎兵第1～28連隊）を設置した。しかし、第一次世界大戦を契機に日本でも騎兵戦力の見直しが議論され、1922～1923年（大正11～12年）の山梨軍縮では連隊の編制が縮小されて、騎兵旅団隷下の戦略騎兵では5コ中隊から4コ中隊、師団騎兵では2コ中隊となった。また1925年（大正14年）の4コ師団を削減した宇垣軍縮では、これに伴い騎兵連隊の数も4コ連隊削減された。
昭和期に入ると騎兵連隊に機関銃中隊を附属させるなど火力の充実を図る一方、機甲化が図られ騎兵連隊の多くは捜索連隊へと改組された（近衛騎兵連隊は儀仗隊としての側面を持っていたこともあり、また騎兵第3･第6･第25･第26連隊なども編制の改編を経て終戦時まで存続している）。1940年（昭和15年）に設置された騎兵第71連隊及び騎兵第72連隊なども、騎兵連隊の名称は持つが内容は自動車化騎兵の連隊である。騎兵第49連隊のような乗馬編成の騎兵連隊の新設もあったが、一部の師団では編制はほぼ同じながらも軍旗を持たない騎兵大隊や騎兵隊としての編制をとっていた。また捜索連隊への改編時に軍旗は返納されたが、騎兵連隊と称している連隊は編制に関わらず終戦時まで軍旗を有している。なお、現在のところ世界最後の本格的な騎兵戦闘･騎馬突撃は、1945年（昭和20年）に行われた太平洋戦争（大東亜戦争）下中国戦線の老河口作戦における、騎兵第4旅団の戦闘であるといわれる。同旅団は日本最後の騎兵旅団である。3月27日に老河口飛行場の乗馬襲撃･占領に成功し、世界戦史における騎兵の活躍の最後を飾った。
帝国陸軍における騎兵連隊（騎兵）の軍隊符号（部隊符号）はK、捜索連隊（捜索隊）はSO。隊号（連隊番号）などは符号に冠し26K（騎兵第26連隊）などと表記し、また近衛騎兵連隊は近衛のGと合わせGK、騎兵旅団は旅団のBと合わせKBとした。

### 一覧

#### 騎兵大隊
騎兵連隊の前身である騎兵大隊は、1888年から1896年（明治29年）にかけて存在した。
| 騎兵第1大隊             | 東京   | 第1師団 |
| 騎兵第2大隊             | 仙台   | 第2師団 |
| 騎兵第3大隊             | 名古屋 | 第3師団 |
| 騎兵第4大隊             | 大阪   | 第4師団 |
| 騎兵第5大隊             | 広島   | 第5師団 |
| 騎兵第6大隊             | 熊本   | 第6師団 |
| 日清戦争 明治27年～28年 |        |         |

#### 騎兵連隊
- 陸軍常備団隊配備表による騎兵連隊の推移
  - 1896年3月 近衛騎兵連隊、騎兵第1～第12連隊
  - 1907年9月 近衛騎兵連隊、騎兵第1～第26連隊
  - 1922年9月 近衛騎兵連隊、騎兵第1～第28連隊
  - 1925年3月 近衛騎兵連隊、騎兵第1～第28連隊（ただし騎兵第17,19,21,22連隊は欠）

| 騎兵連隊                                            | 衛戍地 | 軍旗親授 | 軍旗奉還                  | 所属旅団    | 旅団司令部 | 旅団設立 | 所属師団    | 師団本部 | 師団設立 |
| --------------------------------------------------- | ------ | -------- | ------------------------- | ----------- | ---------- | -------- | ----------- | -------- | -------- |
| 日清戦争 明治27年～28年                             |        |          |                           |             |            |          |             |          |          |
| 近衛騎兵連隊                                        | 東京   | 明治29年 |                           | 騎兵第1旅団 | 習志野     | 明治34年 | 近衛師団    | 東京     | 明治24年 |
| 騎兵第1連隊                                         | 東京   | 明治29年 | 昭和15年                  | 騎兵第2旅団 | 習志野     | 明治34年 | 第1師団     | 東京     | 明治21年 |
| 騎兵第2連隊                                         | 仙台   | 明治29年 | 昭和15年                  |             |            |          | 第2師団     | 仙台     | 明治21年 |
| 騎兵第3連隊                                         | 名古屋 | 明治29年 |                           | 騎兵第4旅団 | 豊橋       | 明治42年 | 第3師団     | 名古屋   | 明治21年 |
| 騎兵第4連隊                                         | 大阪   | 明治29年 | 昭和17年                  |             |            |          | 第4師団     | 大阪     | 明治21年 |
| 騎兵第5連隊                                         | 広島   | 明治29年 | 昭和16年                  |             |            |          | 第5師団     | 広島     | 明治21年 |
| 騎兵第6連隊                                         | 熊本   | 明治29年 |                           |             |            |          | 第6師団     | 熊本     | 明治21年 |
| 騎兵第7連隊                                         | 旭川   | 明治35年 | 昭和15年                  |             |            |          | 第7師団     | 旭川     | 明治29年 |
| 騎兵第8連隊                                         | 弘前   | 明治32年 | 昭和15年                  | 騎兵第3旅団 | 盛岡       | 明治42年 | 第8師団     | 弘前     | 明治31年 |
| 騎兵第9連隊                                         | 金沢   | 明治32年 | 昭和15年                  |             |            |          | 第9師団     | 金沢     | 明治31年 |
| 騎兵第10連隊                                        | 姫路   | 明治32年 | 昭和15年                  |             |            |          | 第10師団    | 姫路     | 明治31年 |
| 騎兵第11連隊                                        | 善通寺 | 明治32年 | 昭和15年                  |             |            |          | 第11師団    | 善通寺   | 明治31年 |
| 騎兵第12連隊                                        | 小倉   | 明治32年 | 昭和15年                  |             |            |          | 第12師団    | 小倉     | 明治31年 |
| 騎兵第13連隊                                        | 習志野 | 明治34年 | 昭和18年                  | 騎兵第1旅団 | 習志野     | 明治34年 | 近衛師団    | 東京     | 明治24年 |
| 騎兵第14連隊                                        | 習志野 | 明治34年 | 昭和18年                  | 騎兵第1旅団 | 習志野     | 明治34年 | 近衛師団    | 東京     | 明治24年 |
| 騎兵第15連隊                                        | 習志野 | 明治34年 | 昭和16年                  | 騎兵第2旅団 | 習志野     | 明治34年 | 第1師団     | 東京     | 明治21年 |
| 騎兵第16連隊                                        | 習志野 | 明治34年 | 昭和16年                  | 騎兵第2旅団 | 習志野     | 明治34年 | 第1師団     | 東京     | 明治21年 |
| 騎兵第17連隊                                        | 高田   | 明治38年 | 大正14年                  |             |            |          | 第13師団    | 高田     | 明治38年 |
| 騎兵第18連隊                                        | 宇都宮 | 明治38年 | 昭和15年                  |             |            |          | 第14師団    | 宇都宮   | 明治38年 |
| 騎兵第19連隊                                        | 豊橋   | 明治38年 | 大正14年                  |             |            |          | 第15師団    | 豊橋     | 明治38年 |
| 騎兵第20連隊                                        | 京都   | 明治38年 | 昭和16年                  |             |            |          | 第16師団    | 京都     | 明治38年 |
| 日露戦争 明治37年～明治38年                         |        |          |                           |             |            |          |             |          |          |
| 騎兵第21連隊                                        | 岡山   | 明治41年 | 大正14年                  |             |            |          | 第17師団    | 岡山     | 明治40年 |
| 騎兵第22連隊                                        | 久留米 | 明治41年 | 大正14年                  |             |            |          | 第18師団    | 久留米   | 明治40年 |
| 騎兵第23連隊                                        | 盛岡   | 明治42年 | 昭和 20年解隊後、奉還未了 | 騎兵第3旅団 | 盛岡       | 明治42年 | 第8師団     | 弘前     | 明治31年 |
| 騎兵第24連隊                                        | 盛岡   | 明治42年 | 昭和 20年解隊後、奉還未了 | 騎兵第3旅団 | 盛岡       | 明治42年 | 第8師団     | 弘前     | 明治31年 |
| 騎兵第25連隊                                        | 豊橋   | 明治42年 |                           | 騎兵第4旅団 | 豊橋       | 明治42年 | 第3師団     | 名古屋   | 明治21年 |
| 騎兵第26連隊                                        | 豊橋   | 明治42年 |                           | 騎兵第4旅団 | 豊橋       | 明治42年 | 第3師団     | 名古屋   | 明治21年 |
| 第一次世界大戦 大正3年～大正7年                     |        |          |                           |             |            |          |             |          |          |
| 騎兵第27連隊                                        | 羅南   | 大正5年  | 昭和15年                  |             |            |          | 第19師団    | 羅南     | 大正4年  |
| 騎兵第28連隊                                        | 龍山   | 大正10年 | 昭和15年                  |             |            |          | 第20師団    | 龍山     | 大正4年  |
| 支那事変（日中戦争）・太平洋戦争 昭和12年～昭和20年 |        |          |                           |             |            |          |             |          |          |
| 近衛騎兵第3連隊                                     | 東京   | 欠       |                           |             |            |          | 近衛第3師団 |          | 昭和19年 |
| 騎兵第28連隊                                        | 東京   | 欠       |                           |             |            |          | 第28師団    |          | 昭和15年 |
| 騎兵第29連隊                                        | 名古屋 | 欠       |                           |             |            |          | 第29師団    |          | 昭和16年 |
| 騎兵第40連隊                                        | 善通寺 | 欠       |                           |             |            |          | 第40師団    |          | 昭和14年 |
| 騎兵第41連隊                                        | 龍山   | 欠       |                           |             |            |          | 第41師団    |          | 昭和14年 |
| 騎兵第44連隊                                        | 大阪   | 欠       |                           |             |            |          | 第44師団    |          | 昭和19年 |
| 騎兵第47連隊                                        | 弘前   | 欠       |                           |             |            |          | 第47師団    |          | 昭和18年 |
| 騎兵第49連隊                                        | 龍山   | 欠       |                           |             |            |          | 第49師団    |          | 昭和19年 |
| 騎兵第52連隊                                        | 金沢   | 欠       |                           |             |            |          | 第52師団    |          | 昭和15年 |
| 騎兵第55連隊                                        | 善通寺 | 欠       |                           |             |            |          | 第55師団    |          | 昭和15年 |
| 騎兵第71連隊                                        | 習志野 | 昭和15年 | 昭和18年                  | 騎兵第1旅団 | 習志野     | 明治34年 | 近衛師団    | 東京     | 明治21年 |
| 騎兵第72連隊                                        | 豊橋   | 昭和15年 | 昭和18年                  | 騎兵第4旅団 | 豊橋       | 明治42年 | 第3師団     | 名古屋   | 明治21年 |
| 騎兵第72連隊                                        | 仙台   | 欠       |                           |             |            |          | 第72師団    |          | 昭和19年 |
| 騎兵第73連隊                                        | 習志野 | 欠       |                           |             |            |          |             |          | 昭和16年 |
| 騎兵第75連隊                                        | 大阪   | 欠       |                           |             |            |          | 第25師団    |          | 昭和15年 |
| 騎兵第77連隊                                        | 旭川   | 欠       |                           |             |            |          | 第77師団    |          | 昭和19年 |
| 騎兵第79連隊                                        | 羅南   | 欠       |                           |             |            |          | 第79師団    |          | 昭和20年 |
| 騎兵第81連隊                                        | 宇都宮 | 欠       |                           |             |            |          | 第81師団    |          | 昭和19年 |
| 騎兵第86連隊                                        | 久留米 | 欠       |                           |             |            |          | 第86師団    |          | 昭和19年 |
| 騎兵第93連隊                                        | 金沢   | 欠       |                           |             |            |          | 第93師団    |          | 昭和19年 |
| 騎兵第171連隊                                       | 旭川   | 欠       |                           |             |            |          | 第71師団    |          | 昭和17年 |